# Iuliu Prassler
Iuliu Prassler (lub Gyula Prassler albo Iulian Prassler) (ur. 16 stycznia 1916, zm. 1942) − rumuński piłkarz, napastnik. Uczestnik piłkarskich mistrzostw świata z 1938 roku.

## Kariera
Prassler zadebiutował w reprezentacji rumuńskiej 8 maja 1938, w przegranym 0:1 meczu przeciwko reprezentacji Jugosławii. W tym samym roku został powołany do kadry narodowej na mundial '38, który odbywał się we Francji. Na mundialu tym zagrał jeden mecz przeciwko reprezentacji Kuby. W kadrze narodowej rozegrał zaledwie dwa spotkania.